# Nazo no Kanojo X
Nazo no Kanojo X (яп. 謎の彼女Ｘ Надзо но канодзё Ｘ) — манга Риити Уэсибы публикуемая с 2006 года. В декабре 2011 года была анонсирована аниме-адаптация манги. Также было сообщено что 23 февраля вместе с эксклюзивным изданием восьмого тома выйдет drama CD. В январе 2012 года стали известны дата выхода аниме-адаптации и работающий над ней авторский состав. В следующем месяце стало известно что к выходящему 23 августа ограниченному изданию девятого тома манги будет прилагаться OVA по мотивам манги. Над OVA будут работать те же люди что и над аниме-адаптацией. В марте 2012 года официальный сайт аниме-адаптации опубликовал 30 секундный ролик к аниме. Также было анонсировано, что озвучивающая главную героиню Аяко Ёситани, будет также исполнять открывающую музыкальную тему «Love Orchestra» и закрывающую тему «After-School Promise».

## Сюжет
Согласно сюжету манги люди попробовав слюну другого человека, могут переживать то же самое что и он. При этом передается как душевное состояние, так и физическое. Например, вместе со слюной могут передаться синяки и раны. Однако, такая передача возможна лишь между немногими людьми, между которыми есть некая связь. В начале сюжета манги в школу главного героя, Акиры Цубаки переводится новая ученица, Микото Урабэ, с которой, как позднее выясняется, Акира связан через слюну. Она держится в стороне от людей и любит спать как на уроках, так и в перерывах между ними. В один из дней, разбудив Микото, Акира обнаруживает что девушка оставила на своей парте лужицу слюны. Акира пробует эту слюну на вкус и вскоре заболевает. Как поясняет Микото, причина болезни Акиры связана с тем что он влюбился в неё и из-за этого нуждается в её слюне. Поэтому каждый день Микото начинает давать ему свою слюну. Вскоре после этого Акира предлагает Микото стать его девушкой, на что та соглашается. Манга повествует о развитии отношений Акиры и Микото.

## Персонажи
Акира Цубаки (яп. 椿 明 Цубаки Акира) — главный персонаж. Влюблен в Урабэ, связан с ней слюной и всегда хранит ей верность. Состоит в кинокружке, однако, практически не появляется в нём. Сэйю: Мию Ирино
Микото Урабэ (яп. 卜部 美琴 Урабэ Микото) — главная героиня, девушка Акиры связанная с ним через слюну. Также связана слюной с Окой. Внешность Микото практически полностью совпадает с внешностью идола Момоки Имаи. Различаются они только цветом волос и тем, что у Микото грудь больше. Микото избегает контактов с другими людьми и практически не проявляет своих эмоций, предпочитая передавать их через слюну. Также она избегает физического контакта с другими людьми и крайне раздражается, когда Акира пытается коснуться её без разрешения. Большую часть времени в трусах Микото хранятся её ножницы, которые она пускает в ход в моменты сильного раздражения. Обычно в этот момент она в считанные секунды разрезает на мелкие кусочки что-то стоящее рядом с источником раздражения. Кроме этого с помощью ножниц девушка может придать нужную форму предмету или подстричься. Обладает прекрасной физической подготовкой и плавает быстрее всех своих одноклассниц. Несмотря на нелюдимость Микото, Оке удалось стать её подругой. Сэйю: Аяко Ёситани
Аюко Ока (яп. 丘 歩子 Ока Аюко) — девушка Кохэя и подруга Микото, связанная с ней через слюну. По отношению к своей подруге проявляет замашки старого извращенца. Сэйю: Рё Хирохаси
Кохэй Уэно (яп. 上野 公平 Уэно Ко:хэй) — друг Акиры и парень Аюко. Сэйю: Юки Кадзи